# Dean Fujioka
Pour les articles homonymes, voir Fujioka (homonymie).
Tatsuo Fujioka (藤岡 竜雄, Fujioka Tatsuo), né le 19 août 1980 à Sukagawa, est un acteur, mannequin, compositeur et musicien japonais principalement connu pour son travail de composition et son rôle dans la série Asa ga Kita (en), pour lequel il est récompensé lors de différentes cérémonies, mais également son rôle dans l'adaptation cinématographique de Fullmetal Alchemist.

## Biographie

### Jeunesse et études
Fujioka naît le 19 août 1980 à Sukagawa, dans la préfecture de Fukushima,. Il déménage rapidement dans la préfecture de Chiba, où il obtient son diplôme de fin d'études. Il effectue des études supérieures d'informatique à Tacoma, puis à l'Université de Seattle, avant de déménager à Hong Kong en 2004. 

## Carrière

### Mannequin
Il commence le mannequinat à Hong Kong, après avoir effectué plusieurs petits travaux. Il commence à tourner dans des vidéoclips et des courts métrages, ainsi que dans des séries télévisées et des films, ce qui accroît sa notoriété. Fujioka déménage l'année suivante à Taiwan et, tout en travaillant comme acteur aux États-Unis et au Japon, il exerce également des activités musicales à Jakarta.

### Musique
Il commence sa carrière musicale à Jakarta en 2009. Il compose notamment le single History Maker (ja), générique de la série d'animation Yuri on Ice.

### Acteur
En 2013, il s'essaie à la réalisation et campe le premier rôle de son premier film, retraçant l'affaire Lindsay Hawker, dans le film I Am Ichihashi: Journal of a Murderer (en), son premier rôle dans son pays natal. Il se distingue par la suite en 2017, pour son rôle de Roy Mustang dans l'adaptation live de Fullmetal Alchemist, ou pour son rôle dans Le Soupir des vagues en 2018.

## Vie privée
Fujioka est marié depuis 2012 à une sino-indonésienne rencontrée à Jakarta, et est le père d'une paire de jumeaux et d'un troisième enfant. Il est allergique au gluten.